# Giuseppe Taddei
Giuseppe Taddei (Genova, 26 giugno 1916 – Roma, 2 giugno 2010) è stato un baritono italiano, talvolta impegnato anche in ruoli di basso buffo.

## Biografia
Rivela fin dall'infanzia la sua attitudine al canto. Trasferitosi a Roma per studiare, a diciotto anni partecipa a un concorso bandito dal Teatro dell'Opera di Roma. Due anni dopo debutta al Teatro Costanzi di Roma come Araldo in Lohengrin.
Arruolatosi nel 1942, è preso prigioniero e internato nei campi di concentramento in Germania. Al termine del conflitto entra a far parte del gruppo di artisti che si esibisce negli spettacoli organizzati dallo Special Service per i soldati alleati. A Salisburgo conosce Herbert von Karajan, con il quale inizia una lunga collaborazione.
Tornato alle scene teatrali nell'immediato dopoguerra, canta per due stagioni (1946 e 1947) alla Staatsoper di Vienna, da dove inizia la carriera internazionale. Nel 1948 debutta al Teatro alla Scala di Milano. È attivo sulle scene internazionali almeno fino al 1984, anno in cui canta in L'elisir d'amore al Teatro Comunale di Firenze.
Lavora con tutti i più grandi cantanti e direttori d'orchestra, da Tullio Serafin a Zubin Mehta, dal già citato Karajan a Claudio Abbado, con il quale esegue a Vienna nel 1991 Simon Boccanegra all'età di 75 anni.
Il repertorio è estremamente vario: da Mozart al Verdi della maturità (Macbeth, Rigoletto, Simon Boccanegra, Otello), ai più importanti personaggi del verismo, tra cui Scarpia, Tonio, Schicchi, Gérard; inoltre Hans Sachs di I maestri cantori di Norimberga, Olandese Volante, Il principe Igor', I pescatori di perle, Eugenio Onieghin.
Nel 2006 pubblica l'autobiografia Ich, Falstaff, scritta insieme al genero Peter Launek.
Muore nel 2010, all'età di 93 anni.